# بئر العزلة (رواية)
بئر العزلة (بالإنجليزية: The Well of Loneliness)‏،‏ هي عمل روائي يتناول موضوع المثلية الجنسية للكاتبة الإنجليزية مارجيت رادكليف هول. وقد حظرتها المملكة المتحدة سنة 1928 بسبب موضوعها الذي يتناول السحاق، لكنها نشرت فيما بعد سنة 1949، أي بعد ستة أعوام من وفاة المؤلفة. وتدور وقائع الرواية حول حياة ستيفن ماري أوليفيا جيرترود جوردون، وهي امرأة إنجليزية من طبقة اجتماعية راقية، وقد ظهر شذوذها الجنسي «الانعكاس الجنسي في الرواية» جلياً في سن مبكرة. وقد وجدت بطلة الرواية ماري ستيفن الحب مُمَثلاً في الشخصية النسائية ماري لويلين، والتي التقت بها أثناء عملها كسائقة لسيارة إسعاف خلال الحرب العالمية الأولى. ولكن لم تدم سعادة الزوجين طويلاً حيث تأثرت بالعزلة والرفض الاجتماعي، والذي عقبت عليه هول واصفةً إياه بنقطة الضعف في حبهما. وقد صوّرت الرواية الشذوذ الجنسي وكأنه أمرٌ طبيعي وهبة من الله وهبها إياهم؛ وظهر النداء المُطالب بذلك في رسالة واضحة في مطالبتهم بإعطائهم الحق في الحياة والوجود.
وقد واجهت رادكليف هول حملة انتقادات واسعة على خلفية نشر روايتها التي تناولت موضوع السحاق من قبل رئيس تحرير صحيفة صنداي إكسبريس اليومية، والذي كتب فيها: «أُفضّل أن أُعطي لأيّ صبي أو أيّة فتاة زجاجة من حمض الهيدروسيانيك ليتناولها وتنتهي حياته قبل نشر هذه الرواية.» وعلى الرغم من أنها من الناحية النظرية، لم تحمل إلا مشهداً وحيداً جنسياً - يتألف فقط من بضع كلمات: «وهكذا في هذه الليلة لم نكن منفصلين»- إلا أن محكمة بريطانية، حكمت بكونه مشهداً فاحشاً لكونه يدافع عن «الممارسات غير الطبيعية بين النساء»، أو بعبارة أخرى عن السحاق. أما في الولايات المتحدة، فقد اجتاز هذا العمل معارك قانونية عدة في ولاية نيويورك وبالمثل في محكمة الولايات المتحدة للجمارك بالمدينة ذاتها.
ومع نشر المنازعات القانونية لهذه الراوية، فقد بزغت الرؤية العامة للمثليّات في الثقافة البريطانية والأمريكية. وكانت هذه الرواية، وعلى مدى عدة عقود، الأكثر شهرة وتعريفاً بموضوع المثليّة الجنسية النسائية «السحاق» في اللغة الإنجليزية، وكانت الفتيات المثليّات يعتبرنها المصدر الرئيسي للمعلومات الذي يمكن العثور عليه في ذلك الوقت. وانقسمت آراء القارئات المثليات حول هذه الرواية: فمنهنّ من رحب بهذا العمل ومنهنّ من انتقده بسبب تعبيرات ستيفن الرافضة له، والتي يمكن تفسيرها على أنها وسيلة لإظهار أن الشذوذ الجنسي ما هو إلا فاحشة، ويعدّ الدور التي تلعبه الرواية في إبراز صور الرجال المثليين والمخنثات أمراً مثيراً للجدل. وخصوصاً فإن بعض النقّاد يتجادلون، حتى هذه اللحظة، في كون ستيفين امرأة متحولة جنسياً. والطريقة التي تتناول معالجة الرواية لموضوع الحياة الجنسية والمساواة بين الجنسين ما زالت تجلب العديد من التحليلات والمناقشات حول هذا الأمر.

## نبذة عن أعمال رادكليف هول
وصلت رادكليف هول لذروة نشاطها المهني في عام 1926. وقد حققت روايتها «من سلالة آدم»، حول اليقظة الروحية لأحد النادلين الإيطاليين، نجاحاً باهرًا وأكبر نسبة مبيعات في السوق. وقد فازت بعدها بجائزة بريكس فيمينا وجائزة جيمس تيت بلاك. وكانت الكاتبة قد خططت منذ فترة طويلة لكتابة ما سُمّي لاحقاً بالمثلية الجنسية. وكانت هذه هي اللحظة المناسبة لشهرة أعمالها على نطاق أوسع على مستوى القراء. وبما أنها كانت على وشك الوصول إلى حافّة الهاوية في مسيرة إنتاجها الأدبي، استعانت بصديقتها أونا تروبريدج قبل أن تبدأ في كتابة روايتها بئر العزلة؛ حيث كانت أهدافها اجتماعية وسياسية في آنٍ واحد. فقد كانت رادكليف هول تريد إنهاء حالة الصمت العام والشعبي تجاه المثلية الجنسية، مع خَلق نوع من الشعور الأكثر تسامحاً وتعاطفاً مع المتحولين جنسياً، وبالمثل تشجيعهم على فعل الخير من خلال العمل الجاد... ونوع من الحياة الكريمة والنافعة. وفي أبريل من عام 1928، قالت رادكليف هول للناشر الذي سوف يقوم بنشر كتابها الجديد أنها تريد وعدًا والتزامًا كاملًا منه بألّا يقوم بتغيير أيّة كلمة في الكتاب: 
| بئر العزلة (رواية) | لقد وضعت قلمي لخدمة الأشخاص الأكثر اضطهاداً ويأساً في العالم... على حدّ علمي، لم يحدث من قبل أن يقوم أيّ شخص ولو حتى بالتفكير في هذا الأمر في مخيلته. | بئر العزلة (رواية) |

## ملخّص
وُلدت ستيفن جوردن بطلة الرواية في العصر الفكتوري في منزل من منازل الطبقة العليا في مقاطعة سيستيرشاير بالمملكة المتحدة. وقرر والداها تسميتها بالاسم الذي كانوا قد اختاروه سلفاً للابن المتوقّع ولادته. وعندما وُلدت، وصفها أهلها بأن لديها جسداً ذا شكل غريب «فقد كانت مخلوقة عريضة المنكبين وذات أفخاذ رفيعة مثل الشرغوف». ومنذ الصغر، كانت ستيفن تكره ارتداء الفساتين وكانت تُفضّل الشعر القصير وكانت تود لو أصبحت ولداً. وفي السابعة من عمرها، وقعت في حب كولينز خادمة المنزل، وكانت تشعر بانتكاسة عاطفية شديدة عندما ترى خادماً رجلاً يقبل كولينز.

حاول فيليب والد ستيفن استيعابها وفهمها من خلال قراءته لكتابات الألماني كارل هاينريش أولريكس (1825 – 1895) أول كاتب عصري يقترح نظرية حول الشذوذ الجنسي، ولكن السيد فيليب لم يتشارك النتائج التي آل إليها نظره مع أحد. في حين كانت والدتها السيدة آنا بعيدة عنها وكانت تراها وكأنها 
| بئر العزلة (رواية) | استنساخ غير مكتمل ومعيوب من السيد فيليب. | بئر العزلة (رواية) |

 وفي سن الثامنة عشرة، ارتبطت ستيفن بعلاقات صداقة قوية مع رجل كندي يُدعى مارتن هالام. ولكنها شعرت بالرعب تجاهه عندما صرح لها بحبه. وفي فصل الشتاء اللاحق، لقي والدها السيد فيليب مصرعه إثر سقوط شجرة عليه؛ ولكن في اللحظات الأخيرة قبل وفاته، حاول فيليب أن يشرح لآنا أن ستيفن هي شخص شاذ جنسياً، ولكن لم يحالفه الحظ وتوفي دون أن يتمكن من القيام بذلك.

وقد بدأت ستيفن في ارتداء ملابس الرجال فقط. وعندما بلغت عامها الحادي والعشرين، وقعت في حب أنجيلا كروسبي زوجة جارهم الجديد الأمريكية. وبدورها كانت أنجيلا تتخذ ستيفن «علاجاً ضد الملل»، وكانت تسمح لها «بعدة قبلات للطالبات المثليات». وعندما اكتشفت ستيفن أن أنجيلا ترتبط بقصة حب مع رجل آخر؛ وأنه من الممكن أن توشي بها، سبقت أنجيلا رد فعل زوجها المتوقع وأظهرت له رسالة قد أرسلتها ستيفن إليها، وقام زوجها بإعادة إرسالها إلى والدة ستيفن. وقد قامت السيدة آنا باتهام ستيفن «بجرأتها في استخدام كلمة الحب لوصف هذه الرغبة الشديدة المثيرة للاشمئزاز والشاذة من عقلها غير المتزن وجسدها غير المنضبط». وكان جواب ستيفن: 
| بئر العزلة (رواية) | بالمثل كما أحبك والدي، أحببت أنا...كان شعوراً نقياً وجيداً؛ لقد أعجبتني كثيراً حياة أنجيلا كروسبي. | بئر العزلة (رواية) |

 وبعد ذلك توجهت ستيفن إلى مكتب والدها وفتحت المكتبة للمرة الأولى منذ وفاته. وهناك عثرت على كتاب للطبيب النفسي الألماني ريتشارد فون كرافت إيبنج (1840 – 1902) أحد النقاد الذي تعرضوا لموضوع الاعتلال النفسي الجنسي، وعند تصفحها لها وجدت نصاً يتناول الشذوذ الجنسي، وعندما قرأته، تعرفت على ذاتها واستوعبت أنها فتاة شاذة جنسياً.
وبعد ذلك انتقلت ستيفن إلى لندن، وكتبت روايتها الأولى والتي لاقت ترحيباً شديداً، إلا أن روايتها الثانية لم تلقَ هذا النجاح. وقد نصحها صديقها المثلي والكاتب المسرحي جوناثان بروكت بالسفر إلى باريس لتحسين طريقة كتابتها من خلال التجارب الجديدة التي ستمنحها إياها هذه المدينة. وهناك فعّلت ستيفن أول اتصال مع الثقافة المثلية الحضرية عندما تعرفت على فاليري سيمور والتي كانت تستضيفها في صالونها الأدبي وهي بالمثل شخصية مثلية سحاقية. وانضمت ستيفن إبان الحرب العالمية الأولى إلى الوحدات المتنقلة، وخدمت بعدها في جبهة القتال واستحقت نيل جائزة لاكروا للحرب. وهناك ارتبطت بعلاقة حب مع صديقتها الشابة في العمل ماري لويلين والتي عاشت معها بعدما وضعت الحرب أوزارها. في البداية كانوا سعداء، ولكن ماري بدأت تشعر بالوحدة عندما عادت ستيفن إلى هوايتها في الكتابة. وعليه فقد عادت ماري إلى حياة المثلية الجنسية الليلية، والتي رفضها المجتمع الفرنسي المهذب في ذلك الوقت. واعتقدت ستيفن أن ماري تشعر بالبرود والمرارة تجاهها، وأضافت ستيفن أنها غير قادرة على توفير حياة «طبيعية وأكثر كمالاً».

وقد ارتبط مارتن هالام قديماً، الذي يعيش حالياً في باريس، بعلاقة صداقة مع ستيفن. وفي الوقت نفسه، وقع في حب ماري. ومع اقتناع ستيفن بأنه لا يمكنها أن تجلب السعادة إلى حبيبتها ماري، ارتأت ستيفن أن تعود إلى علاقتها الغرامية مع فاليري سيمور، حتى تترك الساحة لماري لكي تستمر في علاقتها مع مارتن. وانتهت الرواية بتوسل ستيفن إلى الله داعية إياه: 
| بئر العزلة (رواية) | أعطنا أيضاً حقنا في الوجود. | بئر العزلة (رواية) |

## إسقاطات

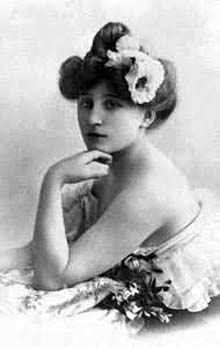
الكاتبة الفرنسية جابرييل كوليت.

على الرغم من أن بعض الكُتَّاب في الفترة الممتدة بين عاميّ 1970 و1980 رأوا أن رواية بئر العزلة هي سيرة ذاتية مستترة عن حياة رادكليف هول في مرحلة الطفولة، وأن هول تتشارك بعض النقاط مع ستيفن، إلا أنهم في الوقت نفسه يرون أن أنجيلا كروسبي هي توليفة من خصائص بعض الشخصيات النسائية التي ارتبطت بهم رادكليف في مرحلة الشباب. ولكن ماري لويلين، التي ليس لديها أيّة هوايات ولا تفعل شيئاً عندما تتركها ستيفن لكي تعمل، ليست مثل أونا تروبريدج صديقة هول التي تعمل في مجال النحت والتي قامت أيضاً بترجمة روايات الكاتبة الفرنسية جابرييل كوليت (1973 – 1954) إلى الإنجليزية، بينما علَّقت هول على ذلك قائلة أن الشيء الوحيد الذي اتخذته إسقاطاً من حياتها الشخصية في هذا العمل هو: 
| بئر العزلة (رواية) | المشاعر الأساسية التي تميّز الشاذ جنسياً. | بئر العزلة (رواية) |

### الحرب العالمية الأولى
على الرغم من إنكار الكاتبة في بداية العمل وجود أيّة شخصية مقتبسة من الواقع، غير أن عمل ستيفن بوصفها سائقة لسيارة الإسعاف يكشف عن خبرات صديقتها توبي لوثر أثناء الحرب. والأخيرة كانت قائدة مُشارِكة في وحدة الإسعاف النسائية الوحيدة التي خدمت في جبهة القتال في باريس. وهي تنحدر من عائلة أرستقراطية مثل ستيفن، وكانت تتخذ مظهراً رجولياً في ملابسها وكانت شخصية مبارزة عظيمة. وفي وقت لاحق، تمّ التأكد من أن شخصية ستيفن مقتبسة من لوثر.

وقد كان لهذه العمل الاجتماعي الفضل في منح المثليات وقت الحرب دوراً هاماً داخل المجتمع. ويهدف هذا العمل الروائي إلى تمجيد دور المثليات والمطالبة بعدم وجودهم في الظل مرة أخرى: 
| بئر العزلة (رواية) | في تلك السنوات العصيبة تمّ تشكيل كتيبة من النساء اللواتي لا يمكن أبداً أن يتفرقنّ مرة أخرى. | بئر العزلة (رواية) |

 وقد اُشير إلى هذا التشبيه العسكري في أكثر من موضع في الرواية، وذلك عندما تمت معاملة المثليين جنسياً في فترة ما بعد الحرب العالمية الأولى وكأنهم «جيش بائس». وقد استدعت هول صورة لجندي في حالة صدمة، مُمثّلة بذلك وضع المثليين جنسياً والضرر النفسي الذي يقع عليهم جرّاء كونهم منبوذين: 
| بئر العزلة (رواية) | ليست المتفجرات هي التي ترهق أعصاب المثليين، ولكنه هذا القصف الصامت والرهيب الذي يوجهه شعب الله إلى هؤلاء. | بئر العزلة (رواية) |

### الثقافة الفرعية لمثليي الجنس في باريس
كان جلياً في الفترة التي عاشتها هول أن باريس كان لديها جالية كبيرة نسبياً ومعروفة من مثلييّ الجنس. ولكنها في الوقت ذاته لم تشرع قوانين تجرم المثلية الجنسية الذكورية مثلما فعلت إنجلترا. وعندما رحلت ستيفن إلى باريس لأول مرة، بنصيحة من صديقها جوناثان بروكت والذي من المحتمل أن يكون مقتبساً من الروائي والعازف الإنجليزي نويل كوارد (1899 – 1973)، لم تحادث أحداً بشأن مثليّتها الجنسية. وعمل بروكت مرشداً سياحياً لها، إلا أنه جعلها تلاحظ معرفته بما ألمَّ بها وذلك عندما أشار إلى علاقة مثلية سرية كانت تربط أميرة النمسا وملكة فرنسا ماري أنطوانيت (1755 – 1793) بأميرة بلدية لامبي بفرنسا ماريا تيريزا دو سافوا (1749 – 1792).

وقد قدم بروكت فاليري سيمور إلى ستيفن. وفاليري هي- مثل الكاتبة والروائية الأمريكية نتالي كليفورد بارني (1876 – 1972)، المرأة التي كانت مصدر إلهام الشخصية- صاحبة صالون أدبي، كثير من زواره مثليّي الجنس. وبعد هذا اللقاء أعلنت ستيفن، عن رغبتها في البقاء في باريس. واشترت منزلاً محاطاً بحديقة مهملة، يقع في شارع يعقوب، الذي كانت تقطن به بارني وكان به أيضاً صالونها الأدبي. وشعرت ستيفن ببعض القلق تجاه صديقتها فاليري، حتى انقطعت عن زيارة الصالون الأدبي حتى بعد انتهاء الحرب، عندما أقنعها بروكت أن ماري قد أصبحت صعبة المنال. وعادت ستيفن بعد ذلك لتصف فاليري «بالمخلوقة غير القابلة للتدمير» حيث أنها قادرة على إسعاد كل المحيطين بها وحتى ولو كان بشكل مؤقت: 
| بئر العزلة (رواية) | الكل يشعر بأنهم طبيعيون وشجعان عندما يكونون بجانب فاليري سيمور. | بئر العزلة (رواية) |

ستيفن وبروكت زارا ماري أنطوانيت في معبد الحب بالقرب من بيتي تريانون، قصر فيرساي.

وعندما تخلّصت من شكوكها، تمّ القبض عليها مع ماري بالقرب من المنطقة المخصصة لحياة مثليّي الجنس، وتمّ اقتيادهم إلى أن وصلا إلى حانة أليك، والتي تعد الأسوأ في سلسلة المقاهي الليلية. وهناك كان يوجد بعض الرجال، الذين يحتقرهم العالم، وقد أُسيئت معاملتهم، وما عليهم فعله هو أن يحتقرون أنفسهم، لأنهم على ما يبدو أصبحوا بلا أمل من الخلاص.

وقد لاقى الشكل الذي رسمته هول عن الثقافة الفرعية الباريسية معارضة المقربين منها بما في ذلك أصدقاءها المقربين. وقد لقّبتها الرسامة الأمريكية رومين بروكس (1874 – 1970) 
| بئر العزلة (رواية) | بالمرأة التي تكرّس وقتها للكشف عن الديدان وكأنها تريد أن تصبح عالمة آثار مميزة. | بئر العزلة (رواية) |

 وتلك التلميحات التي أشارت إليها هول عندما أبرزت الصورة السلبية للمقاهي الليلية مثل أليك في روايتها ليس بالضرورة أنها تنطبق على كل المقاهي. وبالمثل فإن هذه المقاهي لا تمثل كل المجتمع المثلي في باريس. وهي تمثل نوعاً من النقد المعتاد، حيث أن تجربتها السحاقية الخاصة لم تكن مؤلمة مثل تلك التي مرت بها ستيفن. فقد ارتأت الكاتبة أن تُلقي الضوء على مآسي المثليّين وتشدد على مطالبهم تجاه قضيتهم المثلية، واصفة إياها «بالسعي المستمر للحصول على حقوقهم وتغيير نظرة المجتمع إليهم» من «الذين نصبوا نفسهم لتحقيق العدالة».

## المحتوى الديني والفلسفي والعلمي

### علم الجنس
أقدمت هول على كتابة رواية بئر العزلة كنوع من الترويج لأفكار متخصصين في علم الجنس مثل ريتشارد فون كرافت إيبنج وهافلوك أليس، الذين يعتبرون الشذوذ الجنسي صفة فطرية غير قابلة للتغيير ويسمونها الشذوذ الجنسي الخلقي. وفي كتاب الاعتلال النفسي الجنسي لكرافت إيبنج (1886)- الذي يعدّ أول كتاب عثرت عليه ستيفن في مكتب والدها- يُلاحظ أنه يصف الشذوذ بأنه نتاج اضطرابات انتكاسية مشتركة في الأسر التي تعاني من أمراض عقلية. وقد دفع عرض تلك الأفكار ستيفن إلى وصف المثليين: 
| بئر العزلة (رواية) | بالقبحاء والمشوّهين بشكل مخيف. | بئر العزلة (رواية) |

 ولكن في الوقت ذاته توجد نصوص أخرى مثل التحول الجنسي (1986) لهافلوك أليس - الذي ساهم في كتابة مقدمة الرواية- يصف التحول بأنه ببساطة لا يعني أكثر من مجرد اختلاف، وليس عيباً كما يتصوره البعض. واعتمد كرافت إيبنج أيضاً وجهة نظر مماثلة في عام 1901. وقد دافعت هول عن أفكارها منتقدة آراء الأطباء النفسيين، الذين يرون المثلية الجنسية كشكلٍ من أشكال النموّ النفسي المكبوت الذي يمكن تغييره. ويشير مصطلح التحول الجنسي إلى تبادل الأدوار بين الجنسين، حيث يُلاحظ عند النساء المتحوّلات جنسياً ميلاً إلى حدٍ مّا نحو التصرف الذكوري وارتداء الملابس التقليدية ذات الطابع نفسه؛ ووفقاً لكرافت إيبنج، فإن تلك السيدات يتمتعن بروح الرجولة. ويعتقد كرافت إيبنج بأن هذه التحولات الجنسية تعرض كذلك بعضاً من الخصائص الجنسية الثانوية للجنس الآخر. فيما لم يستطع بحث إليس إثبات أيّ نوع من الاختلاف المادي، بالرغم من أنه قام بتكريس جهدٍ وفيرٍ للبحث في تلك النقطة. وقد برزت هذه الفكرة مع النسب البدنية غير العادية والملفتة للنظر لستيفن عند ولادتها. وبالمثل كان الحال في صالون فاليري سيمور حيث يلاحظ أن «نبرة الصوت، وشكل الكعب، ونسيج اليد» تشير إلى المتحولين جنسياً من المدعوين.
وقد أصبح مُسمّى العديد من الأشخاص ممن قد تمّ تصنيفهم كشواذ جنسياً من قبل كرافت إيبنج وإليس الآن أشخاصاً متحولين جنسياً – وذلك بعد دراسة الحالة التي قام بها كرافت إيبنج تحت الاسم المستعار كوندي ساندور، حيث لعب دور رجل عاش مرحلة طفولة مماثلة مثل التي عاشتها ستيفن. وقد أصبحت مايكل ديلون أول امرأة متحولة جنسياً بعد أن أجرت عملية تجميليّة تحوّلت على أثرها إلى رجل في عام 1946، وقد استشهدت بستيفن في كتاب عن تجاربها الشخصية. وقد تأكد العديد من النقّاد بعد ذلك أن ستيفن جوردون هي في الواقع شخصية متحولة جنسياً وليست مثلية.
ويُشكّل وجود المرأة في العلاقات المثلية الأنثوية مشكلة بالنسبة لنظرية التحول؛ إذ أنه لا يمكن أن يفسر إعجابها بالجنس الآخر. وقد وصف إليس تلك النساء بأنهنّ أدوات مرغوب فيها عند الرجال المتحولين جنسياً. ومع ذلك، يُلاحظ في هذه الرواية أن ماري تسعى خلف ستيفن المترددة. إلا أن ستيفن رأت أن نوايا ماري غير واضحة وأنها تركتها في النهاية لتلجأ لحياة الجنس الآخر مع مارتن هالام. وقد أصبحت ستيفن ذات مستقبل غير معروف وهوية جنسية غامضة.

### المسيحية والروحانية
في عام 1912، تحولت هول إلى المذهب الكاثوليكي الروماني، وعلى الرغم من كتابتها، فإن البعض يراها من المتدينين الأتقياء، حيث كانت تؤمن أيضاً بالتواصل مع الموتى، وكانت تتمنى لو تستطيع أن تصبح وسيطاً روحياً، وهذا ما سبب لها صرعات عدة مع الكنيسة، التي عادة ما تدين وتجرم الروحانية. وقد ظهرت كلتا المعتقدات في هذه الرواية.

وقد ولدت ستيفن عشية ليلة عيد الميلاد، وبذلك فهي تحمل شرف لقب الشهيدة الأولى في المسيحية، وقد شعرت بشعور غريب وغامض في الوقت نفسه في طفولتها بأنها هي يسوع. وعندما اكتشفت أن كولينز، حبيبتها الخادمة منذ الطفولة، تعاني من التهاب وخشونة شديدة في الركبة لكثرة تنظيفها للمنزل وهي متكئة على ركبتها، ظلت تصلي وتدعي من أجلها حتى يزول الألم عنها وينتقل إليها قائلة: 
| بئر العزلة (رواية) | يا يسوع، أريدك أن تغسل كولينز بدمي لأني أحبها، وأن أكون عوضاً عنها في ألمها كما ضحيت وعانيت أنت من أجلنا. | بئر العزلة (رواية) |

 وقد سبقت هذه الرغبة الطفولية التي قامت بها ستيفن تضحيتها الكبرى بعلاقة الحب التي كانت تجمعها بصديقتها ماري لويلين. وبعد أن قامت ستيفن بخداع ماري لتجبرها على تركها بخطة دفعت فاليري للتعجب قائلة: 
| بئر العزلة (رواية) | كل هذا حتى تصبح شهيدة! | بئر العزلة (رواية) |

 وبذلك أصبحت ستيفن وحيدة في منزلها، تنظر إلى الغرفة المليئة بمثليّي الجنس، الذين هم على قيد الحياة، والموتى منهم، وحتى الذين لم يولدوا بعد، وكانوا يطلبون منها أن تشفع لهم عند الله وقد كان في نهاية المطاف. وقد تحقق ذلك عبر النداء الجماعي الذي شاركها مطلبها من الله قائلين: 
| بئر العزلة (رواية) | أعطنا أيضاً حقنا في الوجود! | بئر العزلة (رواية) |

وبعدما قامت ستيفن بالقراءة عن كرافت إيبنج من مكتبة والدها، أخذت الكتاب المقدس وبدأت تتصفحه بطريقة عشوائية إلى أن وصلت إلى سفر التكوين وقرأت: 
| بئر العزلة (رواية) | وجعل الرب لقاين علامة لئلا يضربه كل من يجده. | بئر العزلة (رواية) |

 وقد استخدمتها هول طوال الرواية للدلالة على الخزي والمنفى، وفي الوقت نفسه كاستعارة تدل على حالة المتحولين جنسياً. وقد استخدمت هول في دفاعها عن المثلية الجنسية خطاباً ذا حجة دينية: 
| بئر العزلة (رواية) | لقد خلق الله المتحولين جنسياً، وبالتالي فإنه يجب على الإنسانية أن تتقبلهم! | بئر العزلة (رواية) |

 وقد أثار استخدام هذه التعبيرات الدينية غضباً واحتقاناً من قِبل الذين عارضوا الكتاب، ولكن رؤية هول للتحول الجنسي كهبة وهبها الله إياهم كان لها تأثير فعّال على مطالبات حقوق المثليين (إل جي بي تي).

## النشر والاستجابة المعاصرة
أشاد ثلاثة ناشرين بجودة رواية بئر العزلة، إلا أنهم في الوقت نفسه رفضوا نشرها. وبعد تداول العديد من الأقاويل السلبية حول العمل، قام وكيل هول بإرسال المخطوطة إلى جوناثان كيب، الذي رأى أن نشر كتابٍ مثيرٍ للجدل يستوجب الحذر، إلا أنه في الوقت نفسه رأى إمكانية أن يتحول الكتاب إلى نجاح تجاري. وقام كيب بنشر الطبعة الأولى المكونة من 1500 نسخة. وكان سعر النسخة خمسة عشر شلن لكل كتاب (حوالي ضعف متوسط السعر لأيّة رواية) حتى يجعلها أقل جاذبية لهؤلاء الذين يسعون إلى الإثارة فقط.

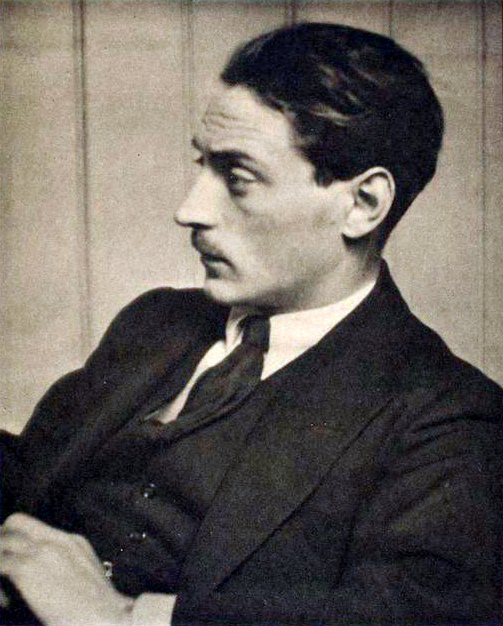
كومبتون ماكنزي مؤلف رواية نساء فوق العادة سنة 1928.

وكان من المقرر أن يتم نشر الرواية في خريف عام 1928، إلا أن المخطط تمّ تغييره بعد اكتشاف وجود رواية مثلية سحاقية أخرى هي نساء فوق العادة للكاتب كومبتون ماكنزي كانت ستنشر في شهر سبتمبر من العام ذاته. وبالرغم من أن هاتين الروايتين كانتا تشتركان في عناصر قليلة بينهما، إلا أن هول وكيب اعتبرا أن نساء فوق العادة تمثل منافساً لهم، وهذا بدوره سوف يؤثر على المبيعات. وقد ظهرت بئر العزلة في السابع والعشرين من شهر يوليو، بغلاف أسود يظهر به سترة متواضعة وبسيطة. وقام كيب بإرسال نسخ فقط إلى تلك الصحف والدوريات التي يعتقد أنها تنظر إلى الموضوع من جانب غير شهواني.

وجاءت الآراء الأولية متباينة، حيث رأى بعض النقاد أن هذه الرواية هي عمل ذو خطاب أخلاقي كبير؛ فيما ارتأى آخرون، ومن ضمنهم ليونارد وولف، أنها عمل ذو بنية سيئة. وتوالت الآراء حيث رأى البعض الآخر أنها ذات أسلوب غير منقّح. ومع ذلك، فقد أشاد آخرون بمصداقية العمل وقيمته الفنية، وكانت هناك آراء أخرى تبدي تعاطفاً مع الحجج الأخلاقية لهول. وقبل ظهورها بثلاثة أسابيع في المكتبات، لم يطالب أحدٌ من النقّاد بمنع الرواية من النشر، ولم يتوقع استطلاعاً للرأي تمّ في سيمنار تي بي أند كاسيل أيّة صعوبات محتملة قد تواجه الرواية حيث رأت: 
| بئر العزلة (رواية) | أنه لا يمكن القول ما إذا كان الأثر الذي سيخلّفه هذا الكتاب على تصرفات الجمهور هل سيكون ذا ردة فعل صامتة أم ساخرة؟! ولكن من المؤكد أن كل القراء سوف يتفقون مع مقدمة العمل للسيد هافلوك أليس عندما علّق قائلاً: «أنه يتمّ التعامل مع المواقف المؤثرة بسلبية متناسين الجرم الذي تمّ ارتكابه». | بئر العزلة (رواية) |

### حملة صحيفة إكسبريس اليومية
وقف جيمس دوجلاس، رئيس تحرير صحيفة صنداي إكسبريس، ضد الكتاب وما يحتويه. حيث أنه كان متخصصاً أخلاقياً ومن دعاة الاتجاه المسيحي الذي يسعى إلى تعزيز دور الكنيسة من خلال تعزيز الصحة البدنية والذكورة. وكانت الصحيفة اليومية التي تتناول عدداً من الموضوعات المثيرة للجدل مثل منح المرأة حق التصويت والرواية الحديثة (الروائيين الحدثاء الذين يتناولون الجنس في كتابتهم)- إلى جانب عدد من اعترافات من قاموا بارتكاب جرائم القتل وقصص حب بين الرجال والنساء في الماضي – قد دفعت أسرة التحرير إلى شن حملة انتقادات واسعة بلا هوادة أواخر العشرينات من القرن العشرين.
وقد بدأت حملة دوجلاس ضد رواية بئر العزلة يوم السبت الثامن عشر من أغسطس بملصق يشير إلى تقدم الصنداي إكسبريس في حملتها التي وعدت بفضح الكتاب الذي يستحق إلغاء طباعته. وكتب دوجلاس في المقال الافتتاحي للصحيفة في اليوم التالي: «أن التحول والشذوذ الجنسي قد أصبح أمراً جلياً، وأن نشر الرواية أظهر للمجتمع حاجته إلى تطهير نفسه من الجذام الذي أصابه». ويرى دوجلاس أن المثلية الجنسية هي جزء زائف في علم الجنس ويتعارض مع العقيدة المسيحية لحرية الإرادة؛ بل أورد أيضاً أن المثليين جنسياً ملعونون بحرية اختيارهم- وهو بدوره ما يعني أن الآخرين قد يصبحون أشخاصاً فاسدين عن طريق دعايته. وقبل كل شيء، فأنه يجب حماية الأطفال من كل هذا، وأضاف أنه يفضل أن يعطي لأيّ صبي أو أيّة فتاة زجاجة من حمض الهيدروسيانيك ليتناولها قبل نشر هذه الرواية؛ حيث أن السم يقتل الجسد، بينما السم الأخلاقي يقتل الروح. ودعا دوجلاس رؤساء التحرير إلى سحب الكتاب، وبالمثل فقد توجه إلى وزير الداخلية البريطاني لاتخاذ إجراء بشأن هذه المسألة فيما إذا لم يستجب الناشرون.
وفيما يتعلق بما وصفته هول بأنه عمل من أعمال الغباء الملحق بحالة من الذعر الوقتي، فقد أرسل جوناثان كيب نسخة من العمل إلى وزير الداخلية لمعرفة رأيه، مقترحاً سحب الكتاب إذا كان ذلك يخدم المصلحة العامة. وكان ويليام جوينسون هيكس وزير الداخلية حينذاك ممن لديهم سياسة محافظة وعرف عنه مواقفه الصارمة ضد الكحوليات والنوادي الليلية ولعب القمار، وكذلك كان معارضاً للنسخة المنقّحة من الكتاب الأنجليكاني للصلاة وهي كتاب الصلاة المشتركة. واستغرق الأمر منه يومين فقط للتعليق على العمل بأنه يضر بشدة بالمصلحة العامة، وإذا لم يسحبها كيب طواعية، فسيبدأ ملاحقته جنائياً.
وأعلن كيب عن توقفه عن نشر الرواية، ولكنه كان يتفاوض سراً حول حقوق النشر مع بيغاسوس برس، وهو ناشر باللغة الإنجليزية في فرنسا. فيما تولي شريكه رين هوارد أمر الطباعة في باريس. وفي الثامن والعشرين من سبتمبر، قامت بيغاسوس برس بإرسال طبعة من العمل إلى ليوبولد هيل، وهو تاجر إنجليزي في لندن والذي عمل كموزع للعمل. وازداد الطلب على العمل مع الدعاية وقد بيع الكتاب سريعاً، وجذب عودة ظهور بئر العزلة على رفوف المكتبات انتباه وزير الداخلية البريطاني، الذي أصدر في الثالث من أكتوبر مذكرة لضبط ومصادرة جميع نسخ الكتاب.
وتمّ ضبط شحنة بها 250 نسخة من الكتاب في ميناء دوفر، ولكن رئيس مصلحة الجمارك سمح باستمرارها بعد قراءته للرواية، واعتبرها كتاباً جيداً ولا يشتمل على أيّة بذائة، ولذا قرر عدم المشاركة في قمع أيّ جزء منها. وفي التاسع عشر من أكتوبر، تمّ تحرير النسخ المضبوطة وتسليمها في مقر ليوبولد هيل، حيث كان في انتظارها شرطة العاصمة لندن بأمر تفتيش. وعلى خلفية ذلك، تمّ استدعاء كل من هيل وكيب للمثول أمام قضاة محكمة باو ستريت لإبداء الأسباب التي تدعو إلى عدم إتلاف الكتاب.

#### الاستجابة
وقد جذبت حملة صحيفة صنداي إكسبريس منذ بدايتها اهتمام الصحف الأخرى. فهناك من أيّد دوجلاس مثل: صحف صنداي كرونيكل (بالإنجليزية: Sunday Chronicle)‏ وبيبول (بالإنجليزية: People)‏ والحقيقة (بالإنجليزية: Truth)‏ فيما نشرت صحيفتي ديلي نيوز (بالإنجليزية: Daily News)‏ ووستمنستر جازت (بالإنجليزية: Westminster Gazette)‏ أراءاً، بعيداً عن تصريحات دوجلاس، حول أن الرواية تقدم «امرأة شهيدة ضحية رذيلة الفجور». وبذلك، يُلاحظ أن معظم الصحافة البريطانية دافعت عن الرواية. وقد ارتأت صحيفة ذا نيشن الأسبوعية (بالإنجليزية: The Nation)‏ أن صحيفة صنداي إكسبريس قد بدأت هذه الحملة فقط في أغسطس، لأن في هذه الفترة من العام تندر الأخبار الجيدة. بينما اعتبر النقد المقدم من صحيفتي كنتري لايف (بالإنجليزية: Country Life)‏ وليدي بكترويل (بالإنجليزية: Lady’s Pictorial)‏ نقداً بناءً وإيجابياً.
وقد نعت أرنولد دوسون من صحيفة الديلي هيرالد العمالية دوجلاس بأنه صحفي شهواني؛ وقال أنه لا أحد من شأنه أبداً أن يعطي أيّ طفل هذا الكتاب، وليس هناك أيّ طفل يريد أن يقرأه، وفي حالة قيام أيّ شخص بقراءة العمل، فلن يجد به شيئاً ضاراً على الإطلاق. ووجّه أيضاً دوسون انتقادات لاذعة - كتبها هربرت جورج ويلز وجورج برنارد شو- أدان فيها تصرفات وزارة الداخلية، وبدأ حملة مضادة ساعدت هول في الحصول على عبارات تأييد من الاتحاد الوطني لعمال السكك الحديدية واتحاد عمال مناجم ويلز الجنوبية.
وقام كلٌ من ليونارد وولف وإي. إم. فورستر بصياغة رسالة احتجاج ضد قمع الرواية، وقد أضافوا إليها قائمة المؤيدين؛ والتي كانت تشتمل على شو وت. س. إليوت وأرنولد بينيت وفيرا بريتين وإثيل سميث. ولكن وفقاً لفيرجينيا وولـف، فإن الخطة فشلت عندما اعترضت هول على صياغة الرسالة، حيث أصرّت على ذكر الجدارة الفنية، وحتى العبقرية لكاتبها. ولأن الرومانسية العاطفية في رواية بئر العزلة والبنية التقليدية؛ والأسلوب المنمق لا يتناسب بشكل جيد مع الحداثة الجمالية، فلم يكن جميع الذين كانوا على استعداد للدفاع عن العمل باسم حرية التعبير الأدبي مستعدون بالمثل للإشادة بجودتها الفنية أيضاً. وقد اختُصرت هذه العريضة إلى رسالة صغيرة نشرت في صحيفة ذا نيشن وأثينايوم- ذات وجهة النظر العمالية والليبرالية في آنٍ واحد- أعدّها كل من فورستر وفيرجينيا وولف، والتي كانت تركز على آثار الإحباط التي تمارسه الرقابة على الكتاب.

### المحاكمة في بريطانيا
بدأت المحاكمة في التاسع من نوفمبر عام 1928. وقد أرسل محامي كيب، هارولد روبنشتاين، 160 رسالة إلى الشهود المحتملين، وقد أبدى الكثير منهم تردده في المثول أمام المحكمة. ووفقاً لفيرجينيا وولـف: 
| بئر العزلة (رواية) | فإنهم في العموم قاموا بإلقاء اللوم على قلب الأب الضعيف الذي لا يحتمل، أو على ابنة عم أوشكت على إنجاب التوائم. | بئر العزلة (رواية) |

 وحضر يوم المحاكمة قرابة أربعين شاهداً من بينهم فيرجينيا وولـف وفورستر وبالإضافة إلى العديد من الشخصيات الأخرى مثل عالم الأحياء جوليان هكسلي، ولورانس هاوسمان عضو الجمعية البريطانية لدراسة علم الجنس، وروبرت كست من مجلس الأخلاقيات في لندن، وتشارلز ريكيتس من الأكاديمية الملكية للفنون، والحاخام جوزيف فريدريك ستيرن من المعبد اليهودي بشرق لندن. ولم يسمح لأيّ منهم أن يقدم رؤيته للرواية. وبحسب قانون المنشورات الخليعة لعام 1857، فكان لرئيس القضاة السير شارترس بيرون مطلق الحرية في أن يقرر (وقد قرر بالفعل) ويحكم على الكتاب ما إذا كان يدعو إلى الفاحشة دون أن يستمع إلى شهادة أيّ من الشهود حيال هذا الموضوع. وأضاف أنني لا أعتقد أنه ينبغي على الجمع أن يبدي رأيه حيال هذه المسألة التي تخص قرار المحكمة وحدها. وحيث أن هول نفسها لم تمثْل للمحاكمة، فلم يكن عليها الاستعانة بمحام خاص بها؛ لأن حقوق الكتاب لم تؤل لها بعد، وقد أقنعها نورمان بيركيت، محام كيب، بأن لا تحاول أن تتخذ الموقف نفسه.

ووصل بيركيت إلى المحكمة متأخراً بساعتين. وحاول بيركيت في دفاعه عن الكتاب الزعم بأن العلاقة المطروحة بين النساء ما هي إلا علاقة حب أفلاطونية بحتة، مما دفع بيرون إلى الرد عليه قائلاً: 
| بئر العزلة (رواية) | لقد قرأت الرواية. | بئر العزلة (رواية) |

 وقبل بداية المحاكمة، طلبت هول من بيركيت أن لا يبيع حقوق المتحولون جنسياً في دفاعه عن الكتاب. وقد استغلت هول فترة الاستراحة لتحذره من أنه في حالة تماديه في القول وإصراره بأن الكتاب لا يحوي محتوى سحاقي، فستقوم بنفسها وتقول للقاضي الحقيقة قبل أن يستطيع أيّ شخص أن يمنعها. واضطر بيركيت إلى تغيير موقفه. وبدلاً من ذلك، فقد أردف حول الذوق الرفيع للكتاب وكم يستحق من مكانة أدبية كبيرة. وقد شاركه الرأي جيمس ميلفيل، ممثلاً عن ليوبولد هيل، وأكد أن الكتاب مكتوب بنية جليلة، وليس لإلهام الأفكار الشهوانية، وإنما لدراسة قضية اجتماعية. وبالتالي فإنه لا يمكن أن يتم حظر موضوع مثل هذا، وبالمثل فإن هذا الكتاب يعالج نفس الأمر بطريقة لا غبار عليها.
وفي المحاكمة في السادس عشر من نوفمبر، طبق بيرون اختبار هيكلين للفحش - اختبارات قانونية-: وقال أن أيّ عمل يعدّ فاحشاً إذا كان يميل إلى إفساد العقول المنفتحة على المؤثرات غير الأخلاقية. واستند في حكمه إلى أن الجدارة الأدبية للرواية ليست نقطة فاصلة في الموضوع، لأن أيّ كتاب مكتوب بشكل جيد ويشتمل على الفحش يعدّ أكثر ضرراً من كتاب مكتوب بشكل سيئ. ويمكن السماح لكتاب يصف التدني المادي والأخلاقي عن الانغماس في تلك الرذائل المشتمل عليها بالضرورة، وليس هناك أيّ شخص بكامل قواه العقلية يمكنه القول بأن النداء بالاعتراف والتسامح مع المتحولين جنسياً لا يعدّ فاحشة.

#### الاستئناف

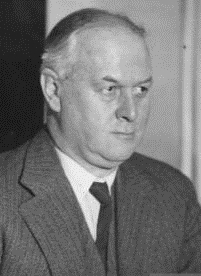
النائب العام السير توماس إنسكيب.

استأنف الدعوى كل من هيل وكيب أمام المحكمة الجنائية في لندن. وطلب النائب العام، المدعي العام للجمهورية السير توماس إنسكيب، شهادة خبراء في علم الأحياء والطب والكاتب البريطاني روديارد كبلينغ. ولكن في صبيحة اليوم الذي كان من المفترض أن يدلي كبلينغ بشهادته، قال له إنسكيب إنه لم يعد ضرورياً. وكان جيمس ميلفيل قد قام بمهاتفة كل شهود الدفاع في الليلة الماضية ليخبرهم بعدم الذهاب. وكانت هيئة المحلفين، المؤلفة من اثني عشر قاضياً، والتي استمعت إلى الاستئناف - كان عليها أن تثق في المقاطع التي قرأها إنسكيب على مسامعهم حتى يتعرفوا على محتوى الكتاب؛ لأن مدير النيابة العامة رفض إعطائهم نسخ من الكتاب حتى يطّلعوا عليها. وبعض تداول الآراء لمدة خمسة دقائق فقط، استقروا على نفس رأي بيرون.

### انهيار العزلة
انهيار العزلة هي أبيات شعرية هجائية مجهولة المؤلف، ظهرت أواخر عام 1928. وتتناول هذه الأبيات الشعرية هجاء الجانبين المشتركين في الجدل المثار حول رواية بئر العزلة، على الرغم من أن هدفها الأساسي هو السخرية من جيمس دوجلاس وجوينسون هيكس «بحسب ما تمّ التنويه عنه في الأبيات بعبارة رجلين حسنين، دون ذكر مركزهم». وتصف المقدمة التي كتبها الصحفي بي. أر. ستيفنسن النقاش الأخلاقي لبئر العزلة بالضعيف، وتستبعد هافلوك أليس، معتبراً إياه شخصية سيكوباتية. وتدعم انهيار العزلة الرؤية الداعية بأن السحاق هو شيء فطري.
على الرغم من أن صافو احترقت بلهب خاص
وفهمها الرب، وكان عليها أن تقلد
وتقول مثل غرابة الأطوار هذه
هذه هي الحقيقة، هي الرحمة كما صورت هكذا.
ومع كل هذا، فقد صورت انهيار العزلة هول بأنها فيلسوفة أخلاقية تفتقر إلى روح الدعابة، وأنها تتشارك الكثير من القواسم مع منتقدي روايتها. وقد أظهر شكل تمثيليٌ ملمحاً عن الاستشهاد الديني الموضح في الرواية، هول وهي مسمَّرة في الصليب. وقد أفزعت هذه الصورة الكاتبة كثيراً؛ وقد شعرت بالذنب لتكون ممثلة بهذا الشكل، مما دفعها لتختار موضوعاً ذا حجة دينية لروايتها التالية وهي سيد المنزل.

### النشر والمحاكمة في الولايات المتحدة
خططت دار ألفريد نوف الأمريكية للنشر نشر رواية بئر العزلة في الولايات المتحدة على نفس المنوال الذي سلكه جوناثان كيب في المملكة المتحدة. ولكن بعدما أرجأ كيب النشر، وجد نوف نفسه أمام مأزق من طباعة كتاب قد تمّ رفضه في موطنه الأصلي، والذي قرر على خلفيته عدم المضي قدماً في النشر، قائلاً لهول أن كل ما تمّ فعله لا يمكّنهم من تجنب معاملة الرواية ككتاب إباحي.

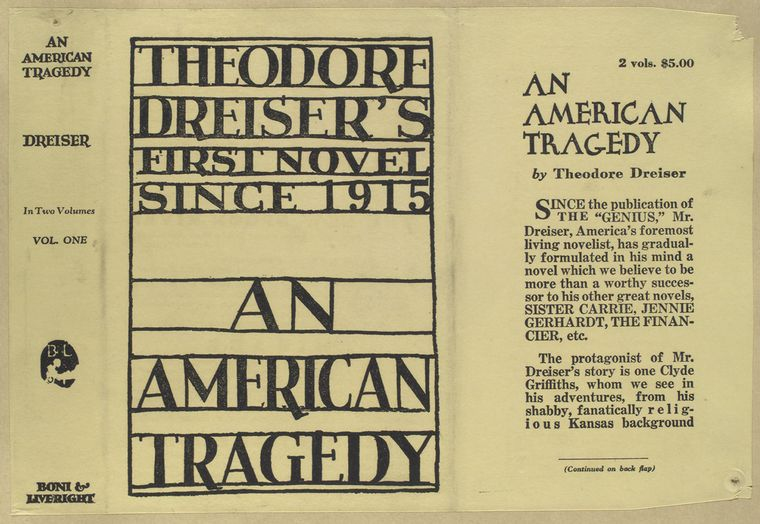
رواية التراجيديا الأمريكية لثيودور درايزر.

وقد باع كيب حقوق النشر في الولايات المتحدة إلى دار باسكال كوفيسي ودونالد فريدي للنشر وهي دار حديثة التأسيس. وسمع فريدي بعض الشائعات حول العمل في حفل أقيم بمنزل ثيودور درايزر، فقرر شراء حقوقه. وكان فريدي قد باع مسبقاً نسخة من رواية التراجيديا الأمريكية للكاتب الأمريكي درايزر إلى ضابط شرطة بوسطن في محاولة منه لعمل تجربة قضية رقابية، وهي قضية خسرها بالفعل في محكمة البداية وخسرها مرة أخرى في وقت لاحق خلال الاستئناف. وقد أخذ فريدي قرضاً مصرفياً بقيمة عشرة آلاف دولار لتخطي العرض الذي قدّمه ناشر آخر بقيمة سبعة آلاف وخمسمائة دولار للحصول على حقوق النشر، وعُين موريس إرنست، المؤسس المشارك للاتحاد الأمريكي للحريات المدينة للدفاع عن الكتاب في المنازعات القانونية. ودعا فريدي جون ساكستون سومنر من جمعية نبيويورك لمكافحة الفساد، لشراء نسخة مباشرة منه، ليتأكد من أنه سيكون الوحيد، وليس أيّ بائع كتب آخر، الذي سيحاكم في هذه الحالة. وبالإضافة إلى ذلك، سافر فريدي إلى بوسطن ليعطي نسخة أخرى من الكتاب إلى جمعية نيو إنجلاند لمكافحة الفساد بهدف الطعن على الرقابة الأدبية ولعمل دعاية أوسع للكتاب، ولكنه شعر بخيبة أمل عندما أخبروه بأنهم لم يروا شيئاً سيئاً في عمل الرقابة.
وفي نيويورك، قام سومنر وضباط المباحث بضبط قرابة ثمانمائة وستة وخمسين نسخة من بئر العزلة في مكاتب الناشرين، ودفع فريدي غرامة لبيعه مطبوعات تحرض على الفحش. وخلال المداهمة، كان فريدي وكوفيسي قد اشتريا فعلياً لوحات الطباعة من نيويورك، حتى يتمكنوا من نشر الكتاب. وفي الوقت الذي تحولت فيه القضية إلى المحاكمة، كانت لديهم بالفعل ستة طبعات. وبالرغم من أن سعر النسخة كان خمسة دولارات -إلا أن تكلفتها كانت ضعف تكلفة متوسط أيّة رواية- إلا أنه تمّ بيع مائة ألف نسخة في العام الأول.
وحدث في الولايات المتحدة مثلما حدث في المملكة المتحدة، فقد طُبق اختبار هيكلين للفحش، ولكنه وفقاً للسوابق القضائية في نيويورك، تقرر أنه ينبغي الحكم على الكتاب من تأثيراته على البالغين وليس الأطفال، وأن الجدارة الأدبية يجب أن تكون وثيقة الصلة بالأمر. وقد حصل إرنست على تصريحات من العديد من الكتاب، من بينهم ثيودور درايزر وإرنست همينغوي وهنري لويس منكن وأبتون سنكلير وإلين غلاسكو وجون دوس باسوس وفرنسيس سكوت فيتزجيرالد وسنكلير لويس وشيروود أندرسون وإدنا سانت وفنسنت ميلاي. وحتى يتأكد من ضمان سماع شهادة كل المؤيدين، أوجز القاضي في سماع الآراء. وقد بُنيت حججهم على المقارنة بين بئر العزلة وكتاب آنسة دي موبين للكاتب تيوفيل جوتيه، والذي تمّ تبرئته من الفحش في محاكمة أجريت في عام 1922. ويصف كتاب آنسة دي موبين العلاقية السحاقية بشكل جليّ وأكثر وضوحاً من رواية بئر العزلة. ووفقاً لإرنست، فإن بئر العزلة تُقدّم العديد من القيم الاجتماعية القيمة؛ لأنها موجهه بشكل جاد، بالإضافة إلى كونها نداء ضد سوء الفهم والتعصب.
وفي رأي نُشر في التاسع عشر من فبراير عام 1929، رفض القاضي هيمان بوشل إمكانية الآخذ في الاعتبار الجودة الأدبية للعمل، وقال أن بئر العزلة يراد بها إفساد العقول المنفتحة على المؤثرات غير الأخلاقية. وبحسب قوانين نيويورك، فإن بوشل لم يستطع أن يحكم في القضية، فقط كان عليه إعادة توجيهها مع بعض التعليمات المعينة حول الإجراءات إلى محكمة الجلسات الخاصة في نيويورك. وفي التاسع عشر من إبريل، أصدرت المحكمة بياناً من ثلاث فقرات، تشير إلى أن الموضوع الذي تمّ تغطيته في بئر العزلة كان -«مشكلة اجتماعية دقيقة»- لم تنتهك القانون ما دامت لم تكن مكتوبة لغرض الفحش. وأنه بعد قراءة متأنّية للكتاب بأكمله، قرروا إسقاط كل التهم عنه.
وبعد صدور الحكم، استورد كل من كوفيسي وفريدي نسخة من دار النشر بيغاسوس برس من فرنسا كوسيلة إضافية للتأكيد على أن حكم المحكمة كان قاطعاً ولتعزيز حقوقهم للكتاب في الولايات المتحدة. ومنعت الجمارك دخول الكتاب إلى البلاد، والذي بدوره قد يشير إلى إمكانية منعه أيضا من الشحن من ولاية إلى أخرى. ومع ذلك، فحدد قاضي محكمة الولايات المتحدة للجمارك أن العمل لا يشتمل على أيّة كلمة أو عبارة أو فقرة من شأنها أن تشير في الحقيقة إلى خدش الحياء.

### نشر الرواية ورفع الرقابة عنها

رادكليف هول مع صديقتها أونا تروبريدج عام 1927.

ظلت إصدارات بيغاسوس برس من الرواية متاحة في فرنسا، ولم يصل إلا القليل من النسخ إلى المملكة المتحدة. وعلقت جانيت فلانر في رسالة من باريس نشرت في مجلة النيويوركر على أن الباعة الجائلين يبيعون الرواية بأعداد كبيرة للمسافرين إلى لندن على خط السكك الحديدية السهم الذهبي.
وفي عام 1946 وبعد وفاة هول بثلاث سنوات، أرادت صديقتها أونا تروبريدج أن تضع رواية بئر العزلة ضمن طبعة تذكارية تجمع كل أعمال الكاتبة. وكتب بيتر ديفيس من ويندميل برس إلى المستشار القانوني لوزارة الداخلية يستفسر منه عمّا إذا كانت الإدارة العمّالية لهذه الفترة، بعد الحرب ستسمح بنشر الكتاب من جديد. وعلى الرغم من أن تروبريدج لم تكن تعرفه، أضافت في نهاية الخطاب أنها في الحقيقة غير متحمسة لنشر رواية بئر العزلة، ولكني شعرت بالارتياح من عدم وجود الحماس في دخولها إلى الساحات الرسمية مرة أخرى. فيما أخبر وزير الداخلية جيمس تشوتر إيدي تروبريدج أن أيّ ناشر يعاود طبعها سيخاطر بنفسه بملاحقته قضائياً. وفي عام 1949، أخرج فالكون برس للسوق طبعة جديدة ليس بها أيّة مشاكل مع القضاء.
وبهذا الشكل، تمت طباعة بئر العزلة بشكل مستمر، وقد ترجمت إلى أربعة عشر لغة على الأقل. وفي ستينيات القرن العشرين، استمر بيعها بمعدل مائة ألف نسخة سنوياً فقط الولايات المتحدة. وفي عام 1972، أعادت فلانر مرة أخرى الجدل السابق عندما قامت بعمل ملاحظات حول العمل قائلة أنها لا تصدق أن كتاباً بريئاً مثل بئر العزلة يمكن أن يكون مصدراً للفضيحة.
وفي عام 1974، تمت قراءة الكتاب للرأي العام البريطاني في البرنامج الإذاعي كتاب عند وقت النوم الذي كان تبثه هيئة الإذاعة البريطانية.

### حقوق التأليف والنشر
إن حماية حقوق النشر لرواية بئر العزلة سوف تنتهي في الاتحاد الأوروبي في الأول من يناير عام 2014. ووفقاً للوثيقة الختامية لنتائج جولة أوروجواي، فإن حماية لحقوق النشر في الولايات المتحدة سوف تستمر على الأقل حتى عام 2024.

## روايات مثلية أخرى لعام 1928
وفي إنجلترا عام 1928، تمّ نشر ثلاث روايات مثلية أخرى وهي: الفندق لإليزابيث بوين وأورلاندو لفيرجينيا وولـف والرواية الساخرة نساء فوق العادة لمؤلفها كومبتون ماكنزي. ولم تواجه أياً من هذه الروايات الثلاث أيّ شكل من أشكال الرقابة. وواجهت رواية الفندق، شأنها شأن الروايات السابقة الأخرى التي أقرّ النقّاد بوجود قضايا مثلية، إحجاماً شديداً عن نشرها، بينما تمت حماية رواية أورلاندو تحت راية حداثة أسلوبها المرح. فيما ألمحت وزارة الداخلية إلى إمكانية ملاحقة نساء فوق العادة، ولكنها خَلُصت في النهاية إلى أن العمل يفتقر إلى الخطورة التي تشتمل عليها بئر العزلة. وبالمثل فإنها لا توحي بإلهام القارئين بانتهاج مثل هذه الممارسات المشار إليها هناك. ولذلك شعر ماكنزي بخيبة الأمل، لأنه كان متوقعاً أن أزمة الرقابة المفتعلة مع كتابه كانت ستؤدي حتماً إلى زيادة المبيعات. وبالرغم من حجم الدعاية الكبير الذي حُقق جراء الجدل القائم حول التشابه بين نساء فوق العادة وبئر العزلة، حاول ماكنزي الاستفادة من ذلك، معلناً أن رادكليف هول كان نموذجاً ملهماً لأحد شخصيات العمل؛ إلا أن روايته بالأخير حققت حجم مبيعات لم يزد عن ألفي نسخة فقط.

وقد لحقت بتلك الروايات أيضاً في نفس العام رواية رابعة بعنوان روزنامة للنساء للكاتبة الأمريكية جونا بارنز، والتي لا تحتوي فقط على شخصية شبيهة برادكليف هول، وإنما أيضاً بعض المقاطع التي كانت تُعدّ بمثابة ردٍ على نظيرتها ببئر العزلة. روزنامة للنساء هي رواية تقوم على أحداث حقيقية عن حلقة سحاقية أدبية وفنية في باريس، وقد كتبت هذه الرواية على نمط قديم قريب من أسلوب الكاتب والطبيب الفرنسي الإنساني فرانسوا رابليه، فيما اقتربت بطلة الرواية السيدة إفانجيلاين موسيه كثيراً من شخصية الكاتبة الأمريكية نتالي كليفورد بارني. وبالمثل كما كان السير فيليب يدرس في مكتبه وهو قلقٌ في الوقت ذاته على ستيفن، كان والد السيدة موسيه يتصفح مكتبته مرتدياً أبسط قمصان بيجامته الليلية، ولكن كان على العكس من السير فيليب، عندما كان هذا الأب يواجه ابنته، كانت تجيب بثقة: 
| بئر العزلة (رواية) | أنت، يا وليّ أمري العزيز، كنتم تتوقعون ميلاد ابن لكم جراء علاقتكم الجنسية تلك... وربما لم أستطع حتى الآن أن أتمم لكم رغبتكم؟ أليس هذا يستحق الثناء أيضاً قيامي بعلاقات جنسية دون امتلاكي الأدوات اللازمة لذلك، وحتى الآن لا أشكو أيّ شيء؟ | بئر العزلة (رواية) |

 ويعدّ كتاب بارنز أكثر وضوحاً في تناوله لقضية الحياة الجنسية من رادكليف هول وكتابها؛ نمط خفي، مليء بالنكات ذات المعنى المزدوج، بالإضافة إلى لغة كثيرة الزخرفة قد تكون مفتعلة، ولكنها أدت بدورها إلى إخفاء محتوياتها وتجنب جذب انتباه المراقبين. وفي كل الأحوال، فإنه لا يمكن لوزارة الداخلية ملاحقة هذا الكتاب قضائياً، لأنه لم ينشر إلا في فرنسا وبعدد محدود من النسخ. ولم يتم توزيعه على نطاق أوسع حتى عام 1972.

## الأثر الاجتماعي

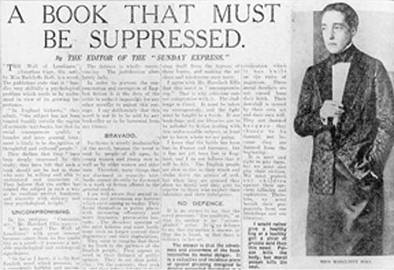
حملة جيمس دوجلاس في صنداي إكسبريس في 19 أغسطس 1928.

في عام 1912، اقترح اللورد بيركينهيد، اللورد المستشار «قاضي القضاة البريطاني» في الحكومة البريطانية، مشروع قانون يجرّم السحاق، بحجة أن: 
| بئر العزلة (رواية) | من كل ألف امرأة... هناك تسعمائة وتسعة وتسعون لم يسمعن أبداً - حتى ولو بالهمس - عن هذه الممارسات. | بئر العزلة (رواية) |

 وفي الواقع، بدأت معرفة بالسحاق في ازدياد بصورة تدريجية منذ الحرب العالمية الأولى، لكنها لا تزال حتى هذه اللحظة قضية لم يسمع عنها الكثير من الأشخاص، أو ربما يفضلون تجاهلها فقط. وقد حوّلت بئر العزلة التحول الجنسي لموضوع مشترك للحديث للمرة الأولى.
وقد لفَتَ منعُ الكتاب الأنظارَ إلى الموضوع الذي كان من المفترض أن يواجه الصمت، تاركاً الأمر للسلطات البريطانية؛ مع بعض الشكوك حول فرض رقابة على كتب أخرى تشتمل على مواضيع سحاقية. وفي عام 1935، وبعد النظر في شكوى مقدمة ضد كتاب المرأة العذراء ومشاكلها العاطفية، عبر وزير الداخلية في مذكرة قائلاً: 
| بئر العزلة (رواية) | من الجدير بالذكر أن الدعوى ضد بئر العزلة أسفرت عن دعاية أفضل عن السحاق مقارنة بما لو لم يتمّ ملاحقة الكتاب من الأساس. | بئر العزلة (رواية) |

وأوضح جيمس دوجلاس اعتراضه على بئر العزلة بصورة لرادكليف هول وهي ترتدي بدلة سموكينج من الحرير مع قبعة ومونوكل وتحمل سيجارة. وكعادة الكاتبة دائمًاً؛ كانت ترتدي تنورة مستقيمة إلى الركبة، ولكنه في المقالات التالية للصحيفة، تمّ قطع الصورة بطريقة يصعب تميزها بأنها لا ترتدي البنطلون. ولم تكن الملابس التي اعتادت هول ارتداءها فاضحة في عام 1920؛ وبالمثل فإن الشعر القصير كان شائعاً بين النساء، وشكّلت مجموعة السترات المصممة والتنانير القصيرة جزءاً من الموضة المعترف بها، والتي نوقشت في المجلات حينذاك بأنها ذات نمط شديد الذكورة. وكانت بعض السحاقيات مثل هول يتخذن هذا النمط للتعبير عن ميولهن الجنسية، ولكنه في الوقت نفسه كان رمزاً لم يعرف تفسيره إلا القليل. ومع الجدل الدائر حول بئر العزلة، أصبحت هول رمزاً عامّاً للتحول الجنسي، وتمّ وضع كل النساء اللواتي يفضلن هذه الموضة تحت مجهر جديد. وقد علّقت الصحفية السحاقية إيفلين أيرون- والتي كانت تعتبر أسلوب هول أسلوباً نسائياً نوعاً مّا؛ مقارنة بأسلوبها الخاص- أنه بعد نشر بئر العزلة، كان سائقو الشاحنات يصرخون في وجه أيّة امرأة في الشارع ترتدي قلادة وربطة عنق: 
| بئر العزلة (رواية) | أنتِ الآنسة رادكليف هول. | بئر العزلة (رواية) |

 ويرى البعض أن الرؤية الجديدة باتت مُرحّباً بها؛ وذلك عندما تحدثت هول في مأدبة غداء رسمية عام 1932، وكان الجمهور من النساء يحتذون أسلوبها. ولكن في دراسة أُجريت بين عامي 1920 و1930 عن النساء المثليات في سولت ليك سيتي، أسفت الغالبية منهن لنشر بئر العزلة، لأنها جذبت اهتماماً غير ضرورياً إليهنّ.

وفي دراسة أُجريت على الطبقة العاملة في المجتمع السحاقي في بوفالو في نيويورك بين عامي 1940 و1950، كانت بئر العزلة هي العمل الوحيد في الأدب السحاقي الذيقرآن أو سمعن عنه. فيما اعتبرها الكثير من الشباب المثليين جنسياً في فترة الخمسينيات أنها مصدر المعلومات الوحيد عن السحاق. وبعد الاعتراف الذي حصلت عليه الرواية، كان من السهل العثور عليها في المكتبات، حتى ولو لم يكن لها أقسام مخصصة للأدب السحاقي. وفي مقالة نُشرت في مجلة نسوية عام 1994، تمت الإشارة إلى أن بئر العزلة تظهر بانتظام في قصص النساء اللواتي صرّحن طوعية وبشكل علني عن ميولهن الجنسية المثلية؛ وليس فقط تلك المثليات القديمات. وكان ذلك بمثابة نوع من السخرية؛ لأن فيري كاستل قال بما أن الكثير من السحاقيات أصبحن عاشقات للكتب، كان ينبغي عليّ أن أضيّع معظم فترات حياتي الناضجة وأنا أسخر من العمل. وتذكرت ماري رينو، التي قرأت العمل عام 1938، أنها ضحكت؛ وهي تفتقد إلى حسّ الدعابة والشفقة غير المقبولة على النفس. وأحدث ذلك أيضاً استجابات عاطفية قوية؛ سواء كانت إيجابية أو سلبية. وعبّرت امرأة عن غضبها الشديد وكيف أن بئر العزلة استطاعت أن تؤثر على تلك السحاقيات اللواتي ظهرن وكأنهنّ معزولات عن العالم، حيث كتبت ملاحظة في نسخة من الكتاب من المكتبة، لتقول للقارئات الأخريات أن الحب بين النساء قد يكون رائعاً. وقالت إحدى الناجيات من الهولوكوست وهي تشير إلى الكتاب: 
| بئر العزلة (رواية) | أردت أن أعيش لفترة كافية حتى أستطيع أن أُقبّل امرأة مرة أخرى. | بئر العزلة (رواية) |

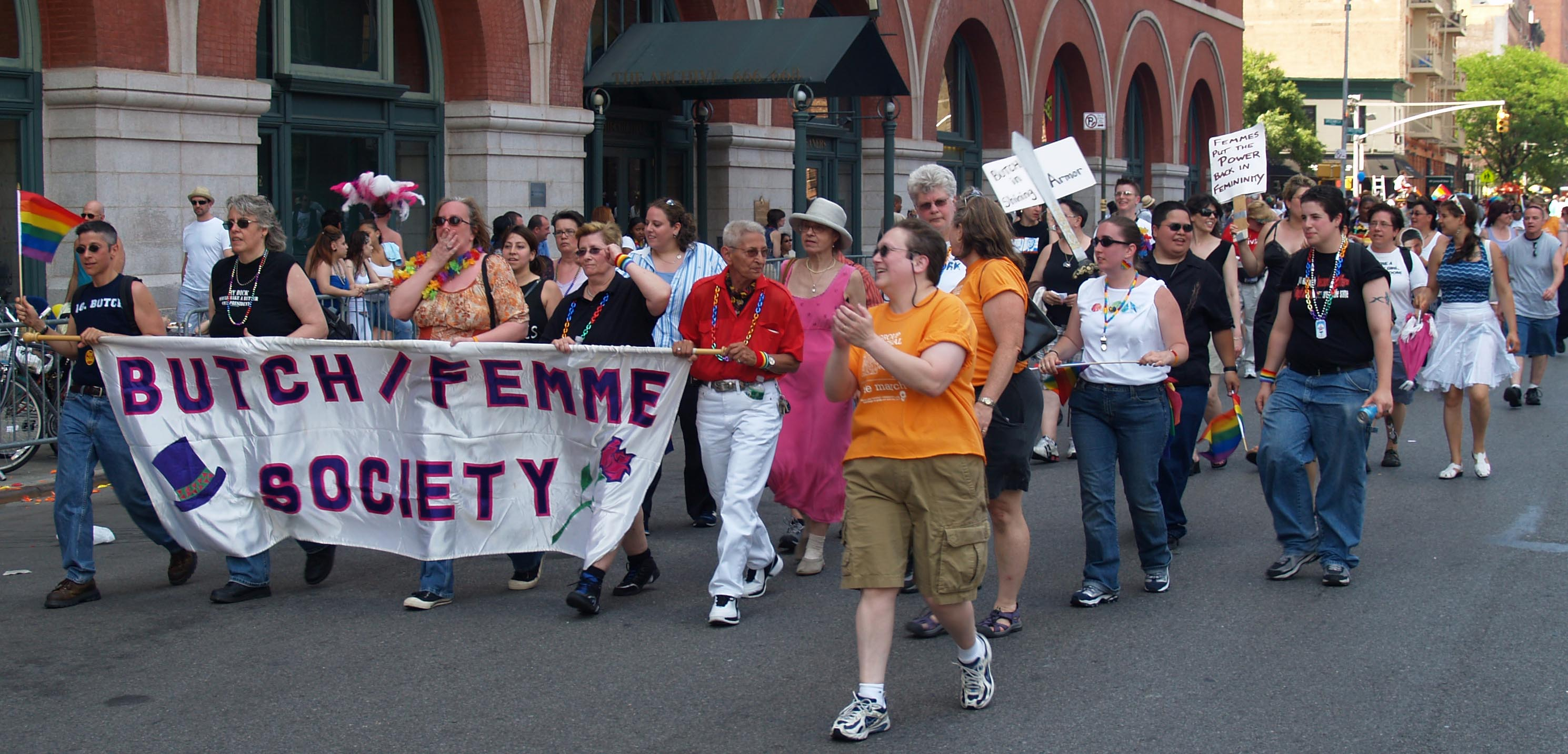
مسيرة لجمعية فيم وبوتش.

وفي السبعينيات وأوائل الثمانينيات، عندما رفضن مثليّات الجنس النسويّات هويات المثليين الإناث والذكور (والذين عرفوا باسم فيم وبوتش)، التي ساعدت رواية هول على تعريفهم، انتقدت كاتبات مثل جين فانس رول وبلانش ويسن كوك تعريف بئر العزلة للسحاق بمصطلحات ذكورية، وكذلك لطريقتها في العرض التقديمي لحياة السحاقيات بأنها خالية من السعادة. وفي انتقادات أخرى، أتاحت إدانات للصورة التي رسمتها هول عن المثليين الذكوريين الفرصة لمحاولات إدراج الرواية في سياقها التاريخي، ولكن سمعة بئر العزلة بأنها الرواية السحاقية المكتوبة الأكثر إحباطاً على الإطلاق استمرت، ولا تزال مثيرة للجدل. وارتأى بعض النقّاد أن الكتاب ما هو إلا وسيلة لتعزيز معتقدات رهاب المثلية، فيما ألمح البعض الآخر إلى التراجيديا التي وصفها الكتاب؛ والطريقة التي توضح الشعور بالعار بأنها هي الجوانب الأكثر إقناعاً على وجه التحديد.
وقد ذهبت النتائج الأخيرة للأفكار والمواقف المعروضة في بئر العزلة إلى الهاوية بالنسبة للعديد من القراء الحاليّين، ولم يشد بجودتها الأدبية إلا القليل من النقّاد. ومع ذلك، فإنها لا تزال تخضع للمراجعة من قبل النقّاد، حيث أنها سبّبت تحديداً قوياً للهوية، وردود فعل عاطفية شديدة من قبل بعض القارئات؛ مستحضرة بذلك مستوى عالٍ من مشاركة النقّاد الشخصية.

## معالجة سينمائية

فيلم أطفال الوحدة في منتصف الثلاثينيّات.

اقترحت الممثلة الأمريكية ويلتي كيرشو - التي كانت تلعب أدوراً محظورة في باريس - معالجة رواية بئر العزلة دراميا. وقد وافقت هول مبدئياً على تقاضي مبلغ 100 جنيه استرليني، ولكن عندما لاحظ هول وتروبريدج أداء كيرشاو، استقرا على أنها ذات أنوثة مفرطة ولا يمكنها لعب دور ستيفن. وقد حاولت هول إلغاء العقد، ولكن كيرشاو رفضت ذلك. وقد قُدّم هذا العرض لأول مرة في 2 سبتمبر عام 1930؛ ولكنه في الوقت ذاته، لم يكن هناك أيّ كاتب مسرحيّ تمّ اعتماده لمعالجة هذا العمل، وذلك بدوره يشير إلى أن هول نفسها هي من قامت بمعالجتها، إلا أنه في الحقيقة أن هذه الرواية تمت معالجتها من جانب زوج كيرشاو السابق الذي قام بتعديلها لتصبح أكثر تفاؤلاً. وفقاً للكاتبة والصحفية الأمريكية جانيت فلانر، التي قامت بتغطية افتتاح مجلة نيويوركر الأمريكية، أشارت إلى أن «كيرشاو أطلّت بزيٍ على ما يعتقد أنه تعويضٌ لما ينقصها سيكولوجيا» حيث ارتدت سروالاً فضفاضاً مع جزمة وهي تحمل سوطاً في يدها. وفي نهاية العمل قامت بتغيير ملابسها مرتديةً ثوباً أبيض اللون، والذي كان يستخدم عادة للخطاب الأخير 
| بئر العزلة (رواية) | حيث "طلب الرحمة"، والذي يستخدم بالفعل في حالة حوادث الزلازل والقتل، وذلك في محاولة منها لتحمل كارثة طفيفة، نتيجة لعبها دور الشخصية السحاقية ستيفن جوردون. | بئر العزلة (رواية) |

 وقد هددت هول باللجوء للقضاء في محاولة منها لوقف الإنتاج، ولكنها توصلت لحلٍ مرضيّ لهذه القضية في بداية الأمر، حيث تمّ وقف العمل بعد تقديمه بعدة ليال. وقد أدّت المناوشات العامة التي حدثت بين هول وكيرشاو إلى زيادة نسبة مبيعات الرواية.
وقد وُزع الفيلم الفرنسي حفرة من العزلة لآرثر ديفيز، والتي تدور أحداثه في مدرسة داخلية للفتيات في الولايات المتحدة عام 1951. ويأتي اسم الفيلم كنوعٍ من الاستغلال للشهرة التي حققتها رواية بئر العزلة، بالرغم من أنه في الحقيقة مقتبسٌ من الرواية أوليفيا لدوروثي بوسيه. وأوليفيا أيضاً كان اسم فيلم في البلدان الناطقة باللغة الإسبانية. وقد أُعلن عن أن فيلم أطفال الوحدة في منتصف الثلاثينيات مستوحىً أيضاً من رواية بئر العزلة، إلا أنه يحمل بعضاً من الاختلافات الطفيفة حيث أن قصته تتناول حياة شخصية مثليّة الجنس؛ قد فقد بصره أثر حمض وقد دهسته شاحنة، وقد ترك زميلته في الغرفة؛ الشابة والبريئة، والتي كان قد أغواها للوقوع في حب لاعب كرة. وقد أفاد الناقد بصحيفة موشن بيكتشر هيرلد أنه في خلال عرض الفيلم في لوس أنجلوس عام 1937 كان هناك شخصٌ يُطلِق على نفسه «الطبيب»، وقد ظهر بعد العرض وهو يقوم ببيع بعض الكتيبات التي تشرح الشذوذ الجنسي. وقد اعتُبرت هذه الكتيّبات نوعاً من الدعاية للأدب الفاحش، وهو بدوره ما أدّى إلى إلقاء القبض على هذا الرجل.